# Atletismo nos Jogos Pan-Americanos de 2019 - Arremesso de peso masculino
A competição do arremesso de peso masculino foi um dos eventos do atletismo nos Jogos Pan-Americanos de 2019, em Lima, no Peru. A prova foi realizada no dia 7 de agosto.

## Calendário
Horário local (UTC-5).
| Data        | Horário | Fase  |
| ----------- | ------- | ----- |
| 7 de agosto | 17:50   | Final |

## Medalhistas
| Ouro   | BRA Darlan Romani |
| Prata  | USA Jordan Geist  |
| Bronze | MEX Uziel Muñoz   |

## Recordes
Recordes mundial e pan-americano antes da disputa dos Jogos Pan-Americanos de 2019.
| Tipo                             | Atleta           | Marca   | Local    | Data                |
| -------------------------------- | ---------------- | ------- | -------- | ------------------- |
|                                  | Randy Barnes     | 23,12 m | Westwood | 20 de maio de 1990  |
| Recorde dos Jogos Pan-Americanos | O'Dayne Richards | 21,69 m | Toronto  | 21 de julho de 2015 |

Os seguintes novos recordes foram estabelecidos durante esta competição. 
| Data        | Prova | Atleta        | Nacionalidade | Distância | Recordes                         |
| ----------- | ----- | ------------- | ------------- | --------- | -------------------------------- |
| 7 de agosto | Final | Darlan Romani | Brasil        | 22.07     | Recorde dos Jogos Pan-Americanos |

## Resultado final
Os resultados foram os seguintes:  
| Posição           | Atleta            | Nacionalidade                | #1    | #2    | #3    | #4    | #5    | #6    | Resultado | Notas                            |
| ----------------- | ----------------- | ---------------------------- | ----- | ----- | ----- | ----- | ----- | ----- | --------- | -------------------------------- |
| Medalha de ouro   | Darlan Romani     | BRA Brasil                   | 20.81 | 20.92 | 21.19 | 21.16 | 21.54 | 22.07 | 22.07     | Recorde dos Jogos Pan-Americanos |
| Medalha de prata  | Jordan Geist      | USA Estados Unidos           | 19.07 | 20.16 | 19.56 | 19.27 | 19.78 | 20.67 | 20.67     |                                  |
| Medalha de bronze | Uziel Muñoz       | MEX México                   | 20.06 | 20.03 | x     | 20.32 | 20.35 | 20.56 | 20.56     |                                  |
| 4                 | Tim Nedow         | CAN Canadá                   | 20.47 | 19.58 | 20.09 | 19.84 | 19.76 | 20.48 | 20.48     |                                  |
| 5                 | O'Dayne Richards  | JAM Jamaica                  | x     | 19.27 | x     | 19.71 | 19.92 | 20.07 | 20.07     |                                  |
| 6                 | Eldred Henry      | IVB Ilhas Virgens Britânicas | 18.51 | 19.82 | 18.90 | x     | 19.19 | x     | 19.82     |                                  |
| 7                 | Welington Silva   | BRA Brasil                   | x     | 19.09 | 18.77 | 18.57 | 19.22 | 18.98 | 19.22     |                                  |
| 8                 | Ashinia Miller    | JAM Jamaica                  | x     | 18.62 | 19.17 | 18.65 | x     | x     | 19.17     |                                  |
| 9                 | Olayinka Awotunde | USA Estados Unidos           | 18.53 | x     | 19.04 |       |       |       | 19.04     |                                  |
| 10                | Zachary Short     | HON Honduras                 | 18.34 | 18.62 | 18.28 |       |       |       | 18.62     |                                  |
| 11                | Santiago Basso    | CHI Chile                    | 18.17 | 18.38 | x     |       |       |       | 18.38     |                                  |
| 12                | Wimana Stewart    | TTO Trinidad e Tobago        | 18.25 | 17.86 | 17.87 |       |       |       | 18.25     |                                  |
| 13                | Dillon Simon      | DMA Dominica                 | x     | x     | x     |       |       |       | NM        |                                  |

Legenda
| Recorde mundial                  | Recorde mundial (World record)               |                       | Recorde africano                      | Recorde africano (African) |                                           | Q | Classificado por posição (Qualified) |
| Recorde dos Jogos Pan-Americanos | Recorde pan-americano (Pan-American record)  | Recorde da América    | Recorde da América (Americas)         | q                          | Classificado por melhor tempo (Qualified) |   |                                      |
| Melhor marca do ano              | Melhor marca do ano (World leading)          | Recorde asiático      | Recorde asiático (Asian)              | DNS                        | Não largou (Did not start)                |   |                                      |
| Recorde nacional                 | Recorde nacional (National record)           | Recorde europeu       | Recorde europeu (European)            | DNF                        | Não terminou (Did not finish)             |   |                                      |
| Recorde pessoal                  | Recorde pessoal do atleta (Personal best)    | Recorde da Oceania    | Recorde da Oceania (Oceania)          | DSQ / DQ                   | Desclassificado (Disqualified)            |   |                                      |
| Recorde da temporada             | Recorde da temporada do atleta (Season best) | Recorde sul-americano | Recorde sul-americano (South America) | NM                         | Sem marca (No mark)                       |   |                                      |